# Източни шошони
Източните шошони (на английски: Eastern Shoshone) са част от коренното население на Големия басейн, които живеят в западен Уайоминг, идвайки тук някъде около 1500 г. от Големия басейн. Постепенно те комбинират културата на Големия басейн с тази на преди и след конната култура на Големите равнини. Традиционната им територия се разширява на север до Монтана и на юг до Юта, обхващаща целия западен Уайоминг, на изток до река Бигхорн.

## Култура
Преди да се сдобият с коне те са предимно пеши ловци-събирачи, които живеят на малки групички в полупостоянни села от колиби от клони покрити с треви. С идването на коня около 1700 г. начина им на живот коренно се променя. Постепенно започват да разширяват територията си на север и на изток в Големите равнини, за да ловуват бизони и да воюват с тамошните племена, и заменят старите домове с типита. Бизонът е важен за прехраната им още преди идването на коня, но сега става неизменна част от диетата и икономиката им. Ловуват още елени, лосове, планински овце, антилопи, мечки и други животни. Месото е обработвано и съхранявано за зимата. Уловът на пъстърва и друга риба също е важна част от диетата. От растителните храни с най-голямо значение са корените камасия, див лук, различни семена, ядки и дивите плодове. Кожите на животните се използват за направата на дрехи (бизонови и еленови кожи), за типита, парфлечи и за търговия.
Жените като цяло са подвластни на мъжете. По-младите съпруги обикновено са третирани лошо от по-старите жени в случай на многоженство. В същото време много жени придобиват статут на личности благодарение на способностите им като търговци, събирачи, акушерки и лечителки. Момичетата помагат и се учат от майките си на всичко необходимо, докато не се омъжат. Момчетата трябва да се сдобият със свръхестествена сила по време на юношеството, чрез видение или по време на сън. Мъжете се грижат за ловните и бойните коне, а жените за товарните. Конете са богатството на даден човек. Колкото повече са конете, толкова по-богат е човека. Щедростта е най-голямата добродетел. Старите и болни хора винаги са подпомагани като най-добрите ловци заделят от плячката си за тяхната прехрана. Тези, които притежават повече коне даряват на тези, които нямат или са ги изгубили. На никой не липсва нищо, тъй като племето се грижи еднакво за всеки.
Източните шошони имат два основни вида религиозни практики. Едната е насочена към индивидуалното получаване на свръхестествена сила от духовете. Сдобиването с нея става или чрез танц, или чрез ритуала за Търсене на видение на изолирано място в пост и молитва. Успехът на получаването на духовна сила е белязан с видение, чрез което духът прехвърля силата си на човека, заедно с различни песни, талисмани и табута.
Другият вид религиозни практики има за цел да осигури благосъстоянието на обществото и природата като цяло. Това става чрез груповите религиозни церемонии. След като приемат Танца на Слънцето около 1800 г. от прерийните племена, той става най-важният годишен религиозен празник. Той трае 3 дни и 4 нощи и се провежда през лятото. Церемонията символизира силата и единството на поколенията и е повод за доказване на мъжественост, смелост и притежанието на свръхестествена сила. Мъжете участници първо минават през ритуала на изпотяването и други обреди, които започват още през зимата. Участниците имат за цел да измолят от Слънцето и Апо (Създателя) благополучие за цялото племе, заради което предлагат като жертвоприношение ароматни треви, тютюн и кръвта си.

## Подразделения
Източните шошони оцеляват в продължение на векове в равнините благодарение на адаптацията им към прерийния начин на живот, ефективното водачество в лова на бизони, войната, търговията и зимните убежища, както и централизацията на обществото. Централизацията е ключът към успешния лов на бизони и войната. Различните разпръснати групички постепенно започват да се обединяват и така възникват двете основни подразделения – кутсунтика и тукутика. През зимата племето се разделя и формира от 3 до 5 отделни подразделения, всяко живеещо в свой зимен лагер в определена местност.

## Политическа организация и войнски общества
Всяко от подразделенията е ръководено от вожд подпомаган от двете войнски общества. Вождът (текуани) е мъж на средна възраст или по-стар, притежаващ големи военни или щамански способности, които са от полза за племето. Той има различни временни помощници като ловни съгледвачи (куяуапи), помощник вождове и контролира двете войнски общества, Жълтите носове и Дънерите. В обществото на Жълтите носове (Охо-мупе), което обаче се превежда като жълтите чела, членуват най-храбрите войни на племето. Тяхна отличителна черта е подстриганите отпред коси и боядисаните в жълто чела. Когато лагерът се мести те винаги яздят най-отпред. Характерно още за тях е обратната реч.
Членовете на обществото на Дънерите яздят най-отзад в колоната при преход като задачата им е да защитават жените и децата в случай на вражеско нападение. Те носят косите си разделени по средата, сплетени на две плитки висящи отстрани, които са увити в хермелинова или друга кожа. Влизането в някое от двете общества не зависи от възрастта. Младите момчета винаги се стремят да подражават на по-възрастните, които са членове на някое от обществата. Членството в обществото не е обвързващо завинаги. Човек може да премине от едното в другото по всяко време. Между двете общества няма съперничество. И на двете главна задача е да се грижат за дисциплината в лагера и по време на преход, както и да следят да няма нарушения при всеобщия лов на бизони.

## История
От началото на 18 век състоянието на война става постоянно. Войните с вражеските племена чернокраки, лакота, арапахо, шайени и гро вантри нанасят на племето огромни щети. Периодични епидемии от едра шарка също взимат своето и от около 3000, източните шошони намаляват до около 1800 души.
Историята им започва от около 1500 г., когато те напускат Големия басейн и роднините си и се отправят на изток в Големите равнини като постепенно приемат в широк мащаб лова на бизони. Историята им може да бъде разделена на 7 исторически фази, започващи с периода преди идването на коня и лова на бизони във Високите равнини между 1500 и 1700 г. В този период команчите се отделят от тях и стават квалифицирани ловци на бизони и ловци, а по-късно и изкусни ездачи.
Втория период между 1700 и 1800 г. се характеризира с приемането на коня и културата на равнинните народи. Групите стават по-консолидирани и се оформя лидерската позиция на вожда.
Третият период 1780 – 1825 г. е белязан от конфликти с чернокраките, едрата шарка и оттеглянето им обратно в планините, както и приемането на Танца на Слънцето.
Четвъртият период 1825 – 1880 г. е свързан с идването на белите и приятелството с тях.
Петият период 1880 – 1910 г. е свързан с резервационния живот и културният упадък.
Шестият период 1910 – 1945 г. е период на културна и демографска стабилизация, и приемането на иновациите.
Последният седми период е след 1945 г. и се характеризира с адаптацията към новия начин на живот, културния подем, демографския скок и нови придобивки.
В договора от 1868 г. във Форт Бриджър, племето получава от правителството резерват от 44 милиона акра в района на Уинд Ривър. По-късно резервата Уинд Ривър е намален до днешните 2 268 008 акра (9178 км2). Тъй като са постоянни съюзници на американската армия във войните с прерийните племена, източните шошони се почувствали предадени, когато правителството заселва северните арапахо – техни традиционни врагове в резервата им през 1878 г. С изчезването на бизоните след 1880 г. е сложен край на традиционния им начин на живот. По-многобройните арапахо започват да доминират постепенно в много сфери на резервационния живот и въпреки компенсациите за отнетата земя изпатени от правителството, живота на шошоните в резервата е доста труден. Злоупотребата с наркотици, алкохол и самоубийствата, както и имиграцията са доста високи. Безработицата остава хронична. Основни икономически дейности днес в резервата са животновъдството и занаятите, които са недостатъчни, за да осигурят достатъчно работни места за 24 000то население, от които 2650 източни шошони и 4100 северни арапахо.